# José María Román
José María Román Guerrero (Chiclana de la Frontera, Cádiz, 25 de abril de 1958) es un profesor, biólogo y político español, actual alcalde de Chiclana de la Frontera, cargo que obtuvo después de que su partido, el PSOE de Chiclana, fuese la lista más votada de la ciudad en 2015, 2019 y 2023.
Es Licenciado en biología por la Universidad de Granada.

## Biografía
Está casado y tiene dos hijos y seis hermanos; uno de ellos es el político Rafael Román Guerrero, que fue presidente de la Diputación Provincial de Cádiz
También tiene un padre el cual fue votante de AP, aunque liberal. Tiene un tío que es cura y un abuelo sochantre de la iglesia de San Juan Bautista.
Román es biólogo especializado en cultivos marinos. Fue director de la Agencia de Medio Ambiente en Cádiz y Delegado Provincial de Medio Ambiente de la Junta de Andalucía. También es profesor de educación secundaria en el IES Fernando Quiñones de Chiclana. 
En 1995 asumió la primera Tenencia de Alcaldía, y, en 1999 la portavocía del Grupo Municipal Socialista en el Ayuntamiento de Chiclana. Ha sido alcalde de la ciudad entre el 17 de junio de 2004 y 16 de junio de 2007, y posteriormente entre el 22 de noviembre de 2008 y el 11 de mayo de 2011, y después volvió a la alcaldía desde el 13 de junio de 2015 hasta que en 2023 volvió al cargó por mayoría absoluta y el apoyo de los dos ediles por IU y los 11 concejales obtenidos por el PSOE.
También presidió la Mancomunidad de Municipios de la Bahía de Cádiz desde el 13 de enero de 2016 hasta el 26 de septiembre de 2019. Fue diputado provincial de Hacienda entre el 10 de octubre de 2003 al 26 de diciembre de 2007, y vicepresidente primero de la Diputación de Cádiz desde el 27 de junio de 2019 al 12 de julio de 2023, tras la presidencia de Irene García por el Partido Popular (2019-2022) y Juan Carlos Ruiz Boix por el Partido Socialista Obrero Español (2022-2023), donde estuvo al frente del área de Coordinación y Desarrollo Estratégico, Productivo y Social.